# ELISA sandvitx
ELISA sandvitx o de captura és una tècnica immunoenzimàtica que forma part del grup de tècniques anomenades assaigs immunoabsorbents lligats a enzims o ELISA (Enzyme-Linked ImmunoSorbent Assay). Com altres proves d'unió primària, poden utilitzar-se per detectar i quantificar tant els anticossos com els antígens.
Les proves ELISA es basen en l'ús d'antígens o anticossos marcats amb un enzim, de manera que els conjugats resultants tinguin una activitat tant immunològica com enzimàtica. En estar un dels components (antigen o anticòs) marcat amb un enzim i insolubilitzat sobre un suport (immuneabsorbent) la reacció antigen-anticòs quedarà immobilitzada i, per tant, serà fàcilment revelada mitjançant l'addició d'un substrat específic que en actuar l'enzim es produirà un color observable a simple vista o quantificable mitjançant un espectrofotòmetre o un colorímetre.
L'ELISA sandvitx en concret, mesura la quantitat d'antigen entre dues capes d'anticossos. Aquesta tècnica és especialment utilitzada quan hi ha una baixa concentració d'antigens i/o estan continguts en altes concentracions de proteïna contaminant, ja que és una de les tècniques més específiques que es realitzen.

## Cronologia del desenvolupament de la tècnica
- 1966: Avrameas i Uriel van concebre la idea de marcar antígens i anticossos amb enzims.
- 1966: Nekane i Pierce van conjugar enzimàticament anticossos per localitzar antígens vírics en talls histològics d'animals.
- 1971: Eva Engvall i Peter Perlmann van descriure el primer mètode d'ELISA, com a alternativa al radioimmunoanàlisis (RIA), per a titular immunoglobulines.
- 1971: Aquell mateix any el procediment era objecte d'un altre article dels holandesos Bauke Klaas Van Weemen & Antonius HWM Schuurs.
- 1974: Voller utilitzà el mètode de la micro-placa i va suggerir el seu ús per quantificar anticossos induïts per malalties infeccioses.
- 1975: Apareix el primer treball utilitzant ELISA per la detecció d'anticossos enfront de trichinella spiralis.
- 1976: Premi de Bioquímica Analítica - Múnic a Dra Eva Engvall, Dr. Anton Schuurs, Dr Peter Perlmann i Dr Bauke van Weemen com a reconeixement pels seus avenços en les tècniques immuno-diagnòstiques
- 1985: Es va realitzar el primer kit comercial amb un ELISA sandvitx per a detectar la Malaltia d'Aujeszky.[3]

## Procediment
El procediment de l'ELISA sandvitx pot ser difícil d'optimitzar i s'han d'utilitzar parells d'anticossos coneguts, això permet assegurar-nos que els anticossos estan detectant diferents epítops a la proteïna diana que serà de l'antigen, de manera que un dels anticossos serà el de captura i l'altre serà el de detecció, sense interferir uns anticossos en unions d'altres anticossos.
Per la majoria de les aplicacions que té l'ELISA sandvitx la microplaca de PVC (polivinilclorur) és la millor, tot i això, s'han de consultar les instruccions facilitades pel fabricant quan comprem el kit per fer l'assaig, i allí ens indicarà el tipus de placa més adient perquè hi hagi una correcta unió de les proteïnes.
El procediment de l'ELISA sandvitx es fa en diversos passos que poden variar segons el fabricant amb el qual es faci el test però que generalment són els següents:
1. Abans de començar l'assaig les dues preparacions d'anticossos han de ser purificades i una de les dues ha de ser marcada amb l'enzim que ens permetrà formar un color al pouet que serà el paràmetre a analitzar per determinar la quantitat i la presència de l'antigen.
2. Preparació de la superfície a la qual s'uniran una quantitat coneguda d'anticossos de captura, aquests anticossos no han estat marcats i s'uneixen al fons de cada pouet afegint aproximadament 50µL de la solució d'anticossos. El PVC unirà aproximadament 100 ng/pouet. La quantitat d'anticòs utilitzat dependrà de cada assaig en concret però si hi ha un màxim d'enllaços requerits s'ha d'utilitzar almenys 1µg/pouet.
3. Incubar la placa durant tota la nit a 4 °C perquè es puguin subjectar bé el màxim d'anticossos possibles a la superfície de la placa.
4. Rentar els pouets diversos cops amb la solució tampó. És convenient tenir una ampolla amb un atomitzador per facilitar l'albor del rentat. Després d'omplir els pouets amb la solució (aprox. 200µL) es pot eliminar agitant la placa sobre una superfície adequada.
5. Els punts d'unió a proteïnes que queden a la microplaca s'han de saturar a la incubació amb una solució tampó. S'han d'omplir els pouets amb BSA/PBS 3% amb el 0,02% d'azida sòdica (inhibidor de la peroxidasa). Incubar entre 2 hores i tot la nit en un ambient humit i a temperatura ambient. I després rentar el pouets tal com s'ha indicat anteriorment al pas 4. Aquest pas no s'ha d'incloure si un anticòs HPR marcat ha de ser utilitzat per a la detecció.
6. Afegir 50 µL de la solució d'antigen als pouets (la solució d'antigen ha d'estar titulada). Totes les dilucions s'han de fer a la solució tampó (BSA/PBS 3%). Incubar almenys dues hores a temperatura ambient i en un ambient humit.
7. Rentar la placa quatre cops amb la solució tampó com s'ha indicat al pas 4, per tal d'eliminar els antígens que no s'hagin unit.
8. Afegir l'anticòs secundari que estava marcat. Per una quantificació exacta, el segon anticòs s'ha d'afegir amb excés. Aquest segon anticòs que s'uneix a l'antigen formarà el sandvitx. (Totes les dilucions s'han de fer a la solució tampó) Aplicar un anticòs unit a un enzim, aquest conjugat s'uneix a l'anticòs secundari i ens permetrà detectar si hi ha unió específica entre anticossos a la regió Fc (no específica).
9. Incubar dues hores o més a temperatura ambient i a un ambient humit.
10. Rentar diverses vegades amb la solució tampó com s'ha indicat al pas 4, per tal d'eliminar els anticossos i els enzims que no s'hagin unit.
11. Afegir substrat tal com ho indica el fabricant a cada pouet. Aplicar un substrat cromogènic que pugui ser transformat per l'enzim en color, que serà llegit per un aparell mitjançant l'absorbància.
12. Incubar a temperatura ambient i en les condicions que el fabricant ens indiqui.
13. Després que el temps suggerit per la incubació hagi transcorregut es pot procedir a la lectura en un lector de plaques d'ELISA on es mesurarà segons la longitud d'ona la quantitat de color que hi ha i, per tant, la quantitat d'anticossos marcats que hi ha i a la vegada la quantitat d'antígens i la seva presència.

### Procediment dels Rentats
Després de la incorporació de cada component (antigen, anticòs, substrat enzimàtic entre altres), s'ha d'efectuar una sèrie de rentats amb la finalitat d'eliminar l'excés que no s'hagi unit al suport sòlid.
Depenent del tipus de tècnica, habitualment es realitzen entre 3 i 6, en cada una de les etapes.
La solució que s'utilitza és buffer pH 7,2, que té a més Tween 20, el qual facilita la separació de les substàncies, actuant com humectant, detergent i fungicida.

## Classificació de les tècniques ELISA sandvitx
Hi ha dos tipus d'ELISA sandvitx que es diferencien principalment en si l'últim anticòs que afegim és el que està marcat amb un enzim, o si és necessari afegir un tercer anticòs que serà un anti-anticòs marcat. Aquesta classificació divideix l'ELISA DAS i l'ELISA HADAS.

### ELISA Sandvitx "DAS" (Double Antibody Sandwich)
L'ELISA Sandvitx "DAS" (de l'anglès: Double Antibody Sandwich), també anomenat doble, és la forma clàssica d'ELISA sandvitx, ja explicat en el procediment: 
1. Fixar al suport insoluble d'anticossos específics de l'agent patogen a detectar.
2. Afegir la mostra problema de manera que si està present l'agent patogen (antigen), reaccionarà específicament amb els anticossos fixats al suport.
3. Realitzar el primer rentat per eliminar els antígens que no hagin reaccionat i els restes de la mostre no fixats.
4. Afegir els anticossos específics de l'antigen a detectar conjugats amb un enzim, els quals reaccionen amb els antígens afegits amb la mostra problema i que es troben fixats als anticossos.
5. Realitzar el segon rentat per eliminar els anticossos marcats que no hagin reaccionat.
6. Afegir un substrat sobre el qual sigui capaç d'actuar l'enzim marcat. Si es desitja, es podrà aturar la reacció.
7. Finalment es realitza la lectura visual o colorimètrica del producte final acolorit.

### ELISA Sandvitx "HADAS" (Heterologous Antiglobulin Double Antibody Sandwich)
L'ELISA Sandvitx "HADAS" (de l'anglès: Heterologous Antiglobulin Double Antibody Sandwich) també anomenat Elisa sandvitx heteròleg es basa en les següents etapes:
1. Fixar al suport insoluble d'anticossos específics de l'agent patogen a detectar.
2. Afegir la mostra problema (extracte vegetal, sang, sèrum, plasma, etc.), de manera que si hi ha presència de l'antigen, reaccionarà específicament amb els anticossos fixats al suport.
3. Realitzar un primer rentat per tal d'eliminar els antígens que no hagin reaccionat i la part de la mostra que no s'hagi fixat.
4. Afegir anticossos específics de l'antigen a detectar (han de tenir un epitop diferent dels anticossos amb els que s'han entapissat el suport), els quals reaccionen amb els antígens afegits amb la mostra problema i que es troben fixats als anticossos.
5. Realitzar el segon rentat per eliminar els anticossos que no hagin reaccionat.
6. Afegir anticossos conjugats amb un enzim anti-anticossos utilitzats en el pas anterior.
7. Finalment afegir un substrat sobre el qual sigui capaç d'actuar l'enzim marcat. Si es desitja es pot aturar la reacció.
8. Per tal de saber els resultats obtinguts, caldrà realitzar una lectura visual o colorimètrica del producte final acolorit.

## Avantatges de la tècnica
- Té una alta especificitat, ja que en utilitzar dos anticossos, l'antigen es captura i es detecta més específicament.
- És adequat per a mostres complexes, ja que l'antigen no requereix purificació per poder dur a terme l'assaig, sinó que ens resulta més fàcil utilitzar anticossos específics i purificats per a l'antigen que volem analitzar. Això ens permet realitzar un test més barat, més simple i més ràpid, a la vegada que augmentem la seva especificitat i la seva sensibilitat.
- Té una gran flexibilitat i sensibilitat, ja que es poden utilitzar tant el mètode de detecció directe com l'indirecte.
- Els enzims que s'utilitzen són més barats i segures per al seu operador. A més tenen un major període de validessa i són força estables.
- Poden detectar-se substàncies de l'ordre de picograms o nanograms per mil·límetre.
- És un procediment amb un alt grau d'automatització, la qual cosa facilita la seva realització.